# جیمز بی. مک‌کرری
جیمز بی. مک‌کرری (به انگلیسی: James B. McCreary) سناتور سابق عضو حزب دموکرات ایالات متحده آمریکا بود. وی در سال ۱۹۰۳ تا ۱۹۰۹ میلادی سناتور ایالت کنتاکی در سنای ایالات متحده آمریکا بود.